# Distròfia neuroaxonal infantil
La distròfia neuroaxonal infantil és un trastorn autosòmic recessiu rar que afecta principalment el sistema nerviós. Els individus amb distròfia neuroaxonal infantil normalment no presenten cap símptoma en néixer, però entre els 6 i els 18 mesos d'edat comencen a experimentar retards en l'adquisició de noves habilitats motrius i intel·lectuals, com ara caminar o començar a parlar. Amb el temps, perden les habilitats prèviament adquirides.

## Fisiopatologia
S'han identificat mutacions en el gen PLA2G6 en la majoria dels individus amb distròfia neuroaxonal infantil. El gen PLA2G6 proporciona instruccions per fer un enzim anomenat fosfolipasa A2. Aquesta família d'enzims està implicada en la metabolització dels fosfolípids. El metabolisme dels fosfolípids és important per a molts processos del cos, inclòs l'ajut a mantenir la membrana cel·lular intacta i funcionar correctament. Concretament, la fosfolipasa A2 produïda a partir del gen PLA2G6, de vegades anomenat PLA2 grup VI, ajuda a regular els nivells d'un compost anomenat fosfatidilcolina, que és abundant a la membrana cel·lular.